# Allium

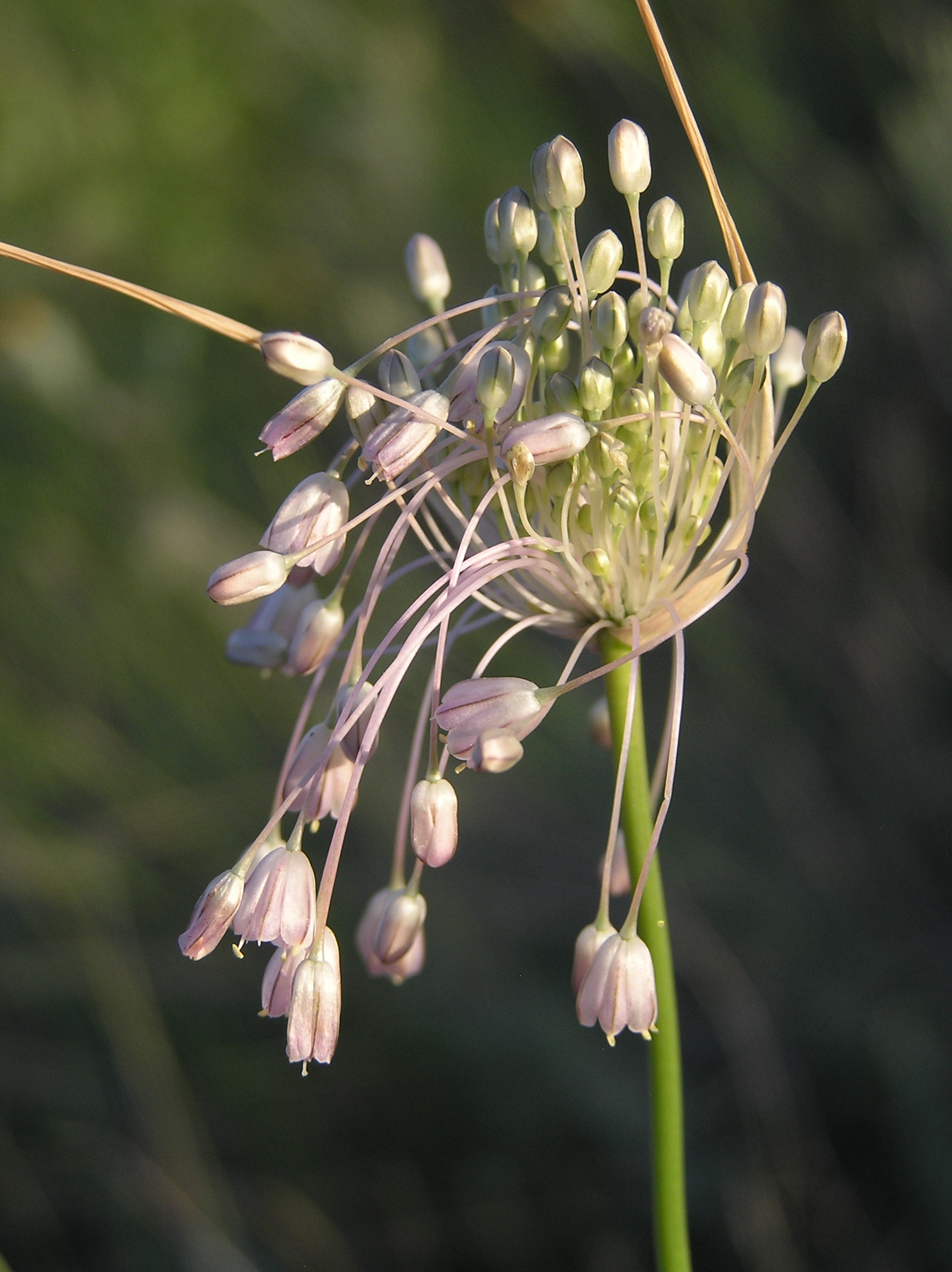
Inflorescencia de Allium paniculatum

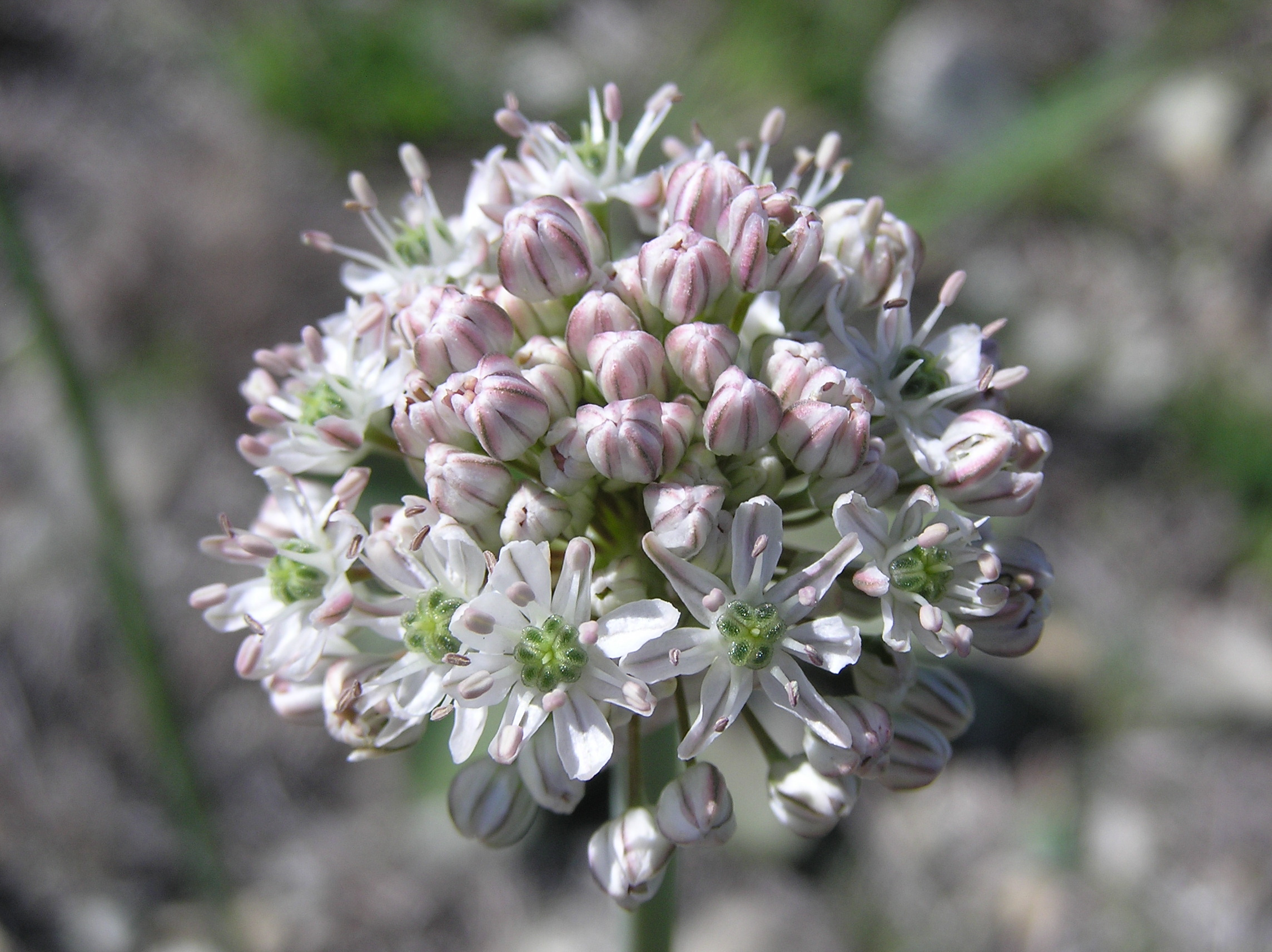
Allium tulipifolium

Allium és un gènere de plantes angiospermes monocotiledònies de la família de les amaril·lidàcies (Amaryllidaceae). Amb més de 1.000 espècies que es distribueixen per l'hemisferi nord amb la sola excepció de Sud-àfrica, és un dels gèneres amb més espècies del món. Inclou plantes tant conegudes i utilitzades en l'alimentació humana com ara els alls, les cebes o els porros, però també d'altres que són utilitzades com a plantes ornamentals, com ara Allium giganteum o Allium cernuum.

## Descripció
Són plantes herbàcies vivaces, habitualment bulboses però de vegades rizomatoses, les fulles es disposen de manera alternada, són llargues, linears o en forma de cinta o de tub. Les flors són petites, amb sis tèpals i s'agrupen en inflorescències en umbel·la, la inflorescència es disposa a l'extrem d'un escap llarg i es caracteritza per una espata que l'embolcalla quan és jove. El gineceu està format per sis estams, l'ovari és súper consta de tres carpels soldats (trilocular). El fruit acostuma a ser una càpsula o una baia amb moltes llavors. Moltes espècies tenen una olor i un gust molt característic degut a compostos químics amb sofre, com la cisteïna.

## Taxonomia
Aquest gènere va ser publicat per primer cop l'any 1753 al primer volum de l'obra Species Plantarum de Carl von Linné (1707-1778).
En els sistemes de classificació més tradicionals, basats en caràcters morfològics, Allium es va col·locar a la família de les Liliàcies, juntament amb altres gèneres amb 6 estams i ovari súper. Els estudis de filogenètica molecular han demostrat que aquesta gran família, tal com estava plantejada, no era monofilètica. D'acord amb aquests coneixements, alguns dels gèneres, com Allium, han anat a parar a una altra família que ja existia, però que només contenia espècies amb ovari ínfer i que fins i tot es troba en un ordre diferent (Asparagals). Alguna de les publicacions de referència que encara s'utilitzen segueixen mantenint el criteri tradicional.

### Espècies
Als Països Catalans, segons el criteri de la flora dels PPCC, hi ha 27 de les 35 espècies silvestres citades a la península Ibèrica; més altres dues que viuen a la Catalunya del Nord. En total aquestes 29:
- Allium ursinum L.: fagedes humides, Nord de Cat.
- Allium victorialis L.: megaforbies, estatge subalpí, Nord.
- Allium pyrenaicum Costa & Vayr.: endèmic Pir.E., roques Ca.
- Allium acutiflorum Loisel.: sorrals marítims, Cat.Nord
- Allium scorodoprasum L.: erms mediterranis. Cat. i P.Val.
- Allium ampeloprasum L.: subespècies silvestres del porro, Mediterrani, Cat. P.Val i I.B.
- Allium commutatum Guss.: roquissars litorals de les I.B.
- Allium vineale L.: erms, marges, Cat., P.Val., I.B.
- Allium sphaerocephalon L.: erms mediterranis, Cat., P.Val., Eivissa.
- Allium ebusitanum Font Quer: endèmic d'Eivissa
- Allium melananthum Coincy: erms Ca, Mediterrani SW, sud del P.Val.,Múrcia.
- Allium chamaemoly L.: erms terofítics. Nord de Cat. i Cat.Nord, I.B.
- Allium subhirsutum L.: erms, arenals I.B., P.Val.
- Allium subvillosum Salzm. ex Schult. & Schult.f.: erms litorals. I.B.
- Allium lusitanicum Lam.: muntanyes de Cat. i P.Val.
- Allium ericetorum Thore: landes, roques. Atlàntic (Pirineus C.)
- Allium moly L.: relleixos de roca, muntanyes de Cat. i P.Val.
- Allium grosii Font Quer: roques, endèmic d'Eivissa.
- Allium triquetrum L.: herbassars mediterranis humits. Cat., P.Val., I.B.
- Allium nigrum L.: cultius mediterranis, Cat., P.Val., I.B.
- Allium neapolitanum Cirillo: herbassars marítims.
- Allium roseum L.: vores de camí, mediterrani. Cat., P.Val., I.B.
- Allium cupani Raf.: indrets secs, mediterrani S. I.B.
- Allium moschatum L.: indrets secs. P.Val., Cat.
- Allium schoenoprasum L.: prats humits, alta muntanya, Pirineus
- Allium paniculatum L.: prats secs, general. Cat., P.Val., I.B.
- Allium stearnii Pastor & Valdés: prats secs, endemisme ibèric, Sud de Cat., P.Val.
- Allium carinatum L.: roques Ca. Pirineus E, Cat.Nord
- Allium oleraceum L.: pastures, vores de bosc. Cat, Nord de P.Val.

Dins del gènere Allium es reconeixen les 1.063 espècies següents:
- Allium aaseae Ownbey
- Allium abanticum Brullo & Salmeri
- Allium abbasii R.M.Fritsch
- Allium abramsii (Ownbey & Aase ex Traub) McNeal
- Allium acidoides Stearn
- Allium aciphyllum J.M.Xu
- Allium acuminatum Hook.
- Allium acutiflorum Loisel.
- Allium adenanthum Brullo & Salmeri
- Allium adiyamanense Yıld. & Kılıç
- Allium aegilicum Tzanoud.
- Allium aeginiense Brullo, Giusso & Terrasi
- Allium aetnense Brullo, Pavone & Salmeri
- Allium affine Ledeb.
- Allium afghanicum Wendelbo
- Allium aflatunense B.Fedtsch.
- Allium × agarmyschicum N.Friesen & Seregin
- Allium agrigentinum Brullo & Pavone
- Allium akaka S.G.Gmel. ex Schult. & Schult.f.
- Allium akirense N.Friesen & Fragman
- Allium aksekiense Özhatay, Koyuncu & E.Kaya
- Allium aktauense F.O.Khass. & Esankulov
- Allium alabasicum Y.Z.Zhao
- Allium aladaghense Memariani & Joharchi
- Allium alaicum Vved.
- Allium alamutense Razyfard, Zarre & R.M.Fritsch
- Allium albanicum Brullo, C.Brullo, Cambria, Giusso & Salmeri
- Allium albiflorum Omelczuk
- Allium albotunicatum O.Schwarz
- Allium albovianum Vved.
- Allium alekii R.M.Fritsch & M.V.Agab.
- Allium alexandrae Vved.
- Allium alexeianum Regel
- Allium alibile A.Rich.
- Allium alpinarii Özhatay & Kollmann
- Allium altaicum Pall.
- Allium altissimum Regel
- Allium altoatlanticum Seregin
- Allium altyncolicum N.Friesen
- Allium amethystinum Tausch
- Allium ampeloprasum L.
- Allium amphibolum Ledeb.
- Allium amplectens Torr.
- Allium anacoleum Hand.-Mazz.
- Allium anatolicum Özhatay & B.Mathew
- Allium anceps Kellogg
- Allium angulosum L.
- Allium anisopodium Ledeb.
- Allium anisotepalum Vved.
- Allium ankarense Yıld.
- Allium antalyense Eren, Çinbilgel & Parolly
- Allium antiatlanticum Emb. & Maire
- Allium anzalonei Brullo, Pavone & Salmeri
- Allium apergii Trigas, Iatroú & Tzanoud.
- Allium apolloniensis Biel, Kit Tan & Tzanoud.
- Allium apulum Brullo, Guglielmo, Pavone & Salmeri
- Allium arampatzisii Ioannidis & Tzanoud.
- Allium archeotrichon Brullo, Pavone & Salmeri
- Allium arkitense R.M.Fritsch
- Allium arlgirdense Blakelock
- Allium armenum Boiss. & Kotschy
- Allium armerioides Boiss.
- Allium aroides Popov & Vved.
- Allium arsuzense Eker & Koyuncu
- Allium artemisietorum Eig & Feinbrun
- Allium asarense R.M.Fritsch & Matin
- Allium ascalonicum L.
- Allium aschersonianum Barbey
- Allium asclepiadeum Bornm.
- Allium asirense B.Mathew
- Allium asperiflorum Miscz. ex Grossh.
- Allium assadii Seisums
- Allium atropurpureum Waldst. & Kit.
- Allium atrorubens S.Watson
- Allium atrosanguineum Schrenk
- Allium atroviolaceum Boiss.
- Allium aucheri Boiss.
- Allium auriculatum Kunth
- Allium austrodanubiense N.Friesen & Seregin
- Allium austroiranicum R.M.Fritsch
- Allium austrokyushuense M.Hotta
- Allium austrosibiricum N.Friesen
- Allium autumnale P.H.Davis
- Allium autumniflorum F.O.Khass. & Akhani
- Allium aybukeae H.Duman & Eksi
- Allium azaurenum Gomb.
- Allium aznavense R.M.Fritsch
- Allium azutavicum Kotukhov
- Allium backhousianum Regel
- Allium baekdusanense Y.N.Lee
- Allium baeticum Boiss.
- Allium bajtulinii Bajtenov & I.I.Kamenetskaya
- Allium bakhtiaricum Regel
- Allium balansae Boiss.
- Allium balcanicum Brullo, Pavone & Salmeri
- Allium balkhanicum (R.M.Fritsch & F.O.Khass.) R.M.Fritsch
- Allium baluchistanicum Wendelbo
- Allium barsczewskii Lipsky
- Allium barthianum Asch. & Schweinf.
- Allium basalticum Fragman & R.M.Fritsch
- Allium bassitense J.Thiébaut
- Allium baytopiorum Kollmann & Özhatay
- Allium beesianum W.W.Sm.
- Allium bekeczalicum Lazkov
- Allium bellulum Prokh.
- Allium bidentatum Fisch. ex Prokh. & Ikonn.-Gal.
- Allium bigelovii S.Watson
- Allium bilgeae Yıld.
- Allium bilgilii H.Duman & Eksi
- Allium bingoelense Yıld. & Kılıç
- Allium birkinshawii Mouterde
- Allium bisceptrum S.Watson
- Allium bisotunense R.M.Fritsch
- Allium blandum Wall.
- Allium blomfieldianum Asch. & Schweinf.
- Allium boissieri Regel
- Allium bolanderi S.Watson
- Allium bornmuelleri Hayek
- Allium borszczowii Regel
- Allium botschantzevii Kamelin
- Allium bourgeaui Rech.f.
- Allium brachyodon Boiss.
- Allium brachyscapum Vved.
- Allium brachyspathum Brullo, Pavone & Salmeri
- Allium bracteolatum Wendelbo
- Allium brandegeei S.Watson
- Allium brevicaule Boiss. & Balansa
- Allium brevidens Vved.
- Allium brevidentatum F.Z.Li
- Allium brevidentiforme Vved.
- Allium brevipes Ledeb.
- Allium breviscapum Stapf
- Allium brevistylum S.Watson
- Allium brulloi Salmeri
- Allium brussalisii Tzanoud. & Kypr.
- Allium bucharicum Regel
- Allium bungei Boiss.
- Allium burdickii (Hanes) A.G.Jones
- Allium burjaticum N.Friesen
- Allium burlewii Davidson
- Allium caeruleum Pall.
- Allium caesioides Wendelbo
- Allium caesium Schrenk
- Allium caespitosum Siev. ex Bong. & C.A. Mey.
- Allium calabrum (N.Terracc.) Brullo, Pavone & Salmeri
- Allium calamarophilon Phitos & Tzanoud.
- Allium callidyction C.A.Mey. ex Kunth
- Allium callimischon Link
- Allium calocephalum Wendelbo
- Allium calyptratum Boiss.
- Allium campanulatum S.Watson
- Allium canadense L.
- Allium canariense (Regel) N.Friesen & P.Schönfelder
- Allium candargyi Karavok. & Tzanoud.
- Allium candolleanum Albov
- Allium capitellatum Boiss.
- Allium cappadocicum Boiss. & Balansa
- Allium caput-medusae Airy Shaw
- Allium cardiostemon Fisch. & C.A.Mey.
- Allium carinatum L.
- Allium carium Brullo & Salmeri
- Allium carmeli Boiss.
- Allium caroli-henrici Wendelbo
- Allium carolinianum Redouté
- Allium caspium (Pall.) M.Bieb.
- Allium cassium Boiss.
- Allium castellanense (Garbari, Miceli & Raimondo) Brullo, Guglielmo, Pavone & Salmeri
- Allium cathodicarpum Wendelbo
- Allium cepa L.
- Allium cephalonicum Brullo, Pavone & Salmeri
- Allium cernuum Roth
- Allium chalcophengos Airy Shaw
- Allium chalkii Tzanoud. & Kollmann
- Allium chamaemoly L.
- Allium chamaespathum Boiss.
- Allium chamarense M.M.Ivanova
- Allium changduense J.M.Xu
- Allium chienchuanense J.M.Xu
- Allium chinense G.Don
- Allium chitralicum F.T.Wang & Tang
- Allium chiwui F.T.Wang & Tang
- Allium chloranthum Boiss.
- Allium chloroneurum Boiss.
- Allium chlorotepalum R.M.Fritsch & M.Jaeger
- Allium chodsha-bakirganicum Gaffarov & Turak.
- Allium choriotepalum Wendelbo
- Allium chorkessaricum F.O.Khass. & Tojibaev
- Allium chrysantherum Boiss. & Reut.
- Allium chrysanthum Regel
- Allium chrysocephalum Regel
- Allium chychkanense R.M.Fritsch
- Allium circassicum Kolak.
- Allium circinnatum Sieber
- Allium circumflexum Wendelbo
- Allium cisferganense R.M.Fritsch
- Allium cithaeronis Bogdanovic, C.Brullo, Brullo, Giusso, Musarella & Salmeri
- Allium clathratum Ledeb.
- Allium clausum Vved.
- Allium clivorum R.M.Fritsch
- Allium colchicifolium Boiss.
- Allium coloratum Spreng.
- Allium columbianum (Ownbey & Mingrone) P.M.Peterson, Annable & Rieseberg
- Allium commutatum Guss.
- Allium compactatum Brullo & Salmeri
- Allium condensatum Turcz.
- Allium confragosum Vved.
- Allium consanguineum Kunth
- Allium constrictum (Ownbey & Mingrone) P.M.Peterson, Annable & Rieseberg
- Allium convallarioides Grossh.
- Allium coppoleri Tineo
- Allium corsicum Jauzein, J.-M.Tison, Deschâtres & H.Couderc
- Allium coryi M.E.Jones
- Allium costatovaginatum Kamelin & Levichev
- Allium crameri Asch. & Boiss.
- Allium cratericola Eastw.
- Allium cremnophilum Brullo, Pavone & Salmeri
- Allium crenulatum Wiegand
- Allium cretaceum N.Friesen & Seregin
- Allium crispum Greene
- Allium cristophii Trautv.
- Allium croaticum Bogdanovic, Brullo, Mitic & Salmeri
- Allium crystallinum Vved.
- Allium cucullatum Wendelbo
- Allium cupani Raf.
- Allium cupuliferum Regel
- Allium curtum Boiss. & Gaill.
- Allium cuthbertii Small
- Allium cyaneum Regel
- Allium cyathophorum Bureau & Franch.
- Allium cylleneum Brullo, Pavone & Salmeri
- Allium cyprium Brullo, Pavone & Salmeri
- Allium cyrilli Ten.
- Allium czelghauricum Bordz.
- Allium daghestanicum Grossh.
- Allium damascenum Feinbrun
- Allium daninianum Brullo, Pavone & Salmeri
- Allium darwasicum Regel
- Allium dasyphyllum Vved.
- Allium decaisnei C.Presl
- Allium deciduum Özhatay & Kollmann
- Allium decipiens Fisch. ex Schult. & Schult.f.
- Allium decoratum Turginov & Tojibaev
- Allium delicatulum Siev. ex Schult. & Schult.f.
- Allium deneliae Balos
- Allium dentigerum Prokh.
- Allium denudatum Redouté
- Allium derderianum Regel
- Allium deserti-syriaci Feinbrun
- Allium desertorum Forssk.
- Allium diabolense (Ownbey & Aase ex Traub) McNeal
- Allium dichlamydeum Greene
- Allium dictuon H.St.John
- Allium dictyoprasum C.A.Mey. ex Kunth
- Allium dictyoscordum Vved.
- Allium dilatatum Zahar.
- Allium dinsmorei Rech.f.
- Allium diomedeum Brullo, Guglielmo, Pavone & Salmeri
- Allium dirphianum Brullo, Guglielmo, Pavone, Salmeri & Terrasi
- Allium djimilense Boiss. ex Regel
- Allium dodecadontum Vved.
- Allium dodecanesi Karavok. & Tzanoud.
- Allium dolichomischum Vved.
- Allium dolichostylum Vved.
- Allium dolichovaginatum R.M.Fritsch
- Allium donmezii Mutlu & Karakus
- Allium douglasii Hook.
- Allium drepanophyllum Vved.
- Allium drobovii Vved.
- Allium drummondii Regel
- Allium drusorum Feinbrun
- Allium dshungaricum Vved.
- Allium ducissae Bartolucci, Iocchi & F.Conti
- Allium dumebuchum H.J.Choi
- Allium dumetorum Feinbrun & Szel.
- Allium durangoense Traub
- Allium ebusitanum Font Quer
- Allium eduardi Stearn ex Airy Shaw
- Allium efeae Özhatay & I.Genç
- Allium egorovae M.V.Agab. & Ogan.
- Allium ekeri E.Kaya & Koçyigit
- Allium ekimianum Eksi, Koyuncu & Özkan
- Allium elaounii El Mokni
- Allium elburzense Wendelbo
- Allium eldivanense Özhatay
- Allium elegans Drobow
- Allium elegantulum Kitag.
- Allium ellisii Hook.f.
- Allium elmaliense Deniz & Sümbül
- Allium elmendorfii M.E.Jones ex Ownbey
- Allium enginii Özhatay & B.Mathew
- Allium erdelii Zucc.
- Allium eremoprasum Vved.
- Allium ericetorum Thore
- Allium eriocoleum Vved.
- Allium ertugrulii Demir. & Uysal
- Allium erubescens K.Koch
- Allium erythraeum Griseb.
- Allium erzincanicum Özhatay & Kandemir
- Allium esfahanicum R.M.Fritsch
- Allium esfandiarii Matin
- Allium euboicum Rech.f.
- Allium eugenii Vved.
- Allium eulae Cory ex T.M.Howard
- Allium eurotophilum Wiggins
- Allium eusperma Airy Shaw
- Allium exaltatum (Meikle) Brullo, Pavone, Salmeri & Venora
- Allium exile Boiss. & Orph.
- Allium falcifolium Hook. & Arn.
- Allium fanjingshanense C.D.Yang & G.Q.Gou
- Allium fantasmasense Traub
- Allium farctum Wendelbo
- Allium farreri Stearn
- Allium fasciculatum Rendle
- Allium favosum Zahar.
- Allium fedtschenkoi Nábelek
- Allium feinbergii Oppenh.
- Allium ferganicum Vved.
- Allium fethiyense Özhatay & B.Mathew
- Allium fetisowii Regel
- Allium fibriferum Wendelbo
- Allium fibrillum M.E.Jones
- Allium filidens Regel
- Allium filidentiforme Vved.
- Allium fimbriatum S.Watson
- Allium fistulosum L.
- Allium flavellum Vved.
- Allium flavescens Besser
- Allium flavidum Ledeb.
- Allium flavovirens Regel
- Allium flavum L.
- Allium formosum Sennikov & Lazkov
- Allium forrestii Diels
- Allium franciniae Brullo & Pavone
- Allium fraseri (Ownbey) Shinners
- Allium frigidum Boiss. & Heldr.
- Allium fritschii F.O.Khass. & Yengal.
- Allium funckiifolium Hand.-Mazz.
- Allium furkatii R.M.Fritsch
- Allium fuscoviolaceum Fomin
- Allium fuscum Waldst. & Kit.
- Allium fussii A.Kern.
- Allium gabardaghense Firat
- Allium galanthum Kar. & Kir.
- Allium galileum Brullo, Guglielmo, Pavone & Salmeri
- Allium garbarii Peruzzi
- Allium garganicum Brullo, Pavone, Salmeri & Terrasi
- Allium gasyunense Mouterde
- Allium gemiciana Yıld. & Kılıç
- Allium geyeri S.Watson
- Allium giganteum Regel
- Allium gilanense Bagheri & R.M.Fritsch
- Allium gilgiticum F.T.Wang & Tang
- Allium gillii Wendelbo
- Allium glaciale Vved.
- Allium glandulosum Link & Otto
- Allium glomeratum Prokh.
- Allium glumaceum Boiss. & Hausskn.
- Allium goekyigitii Ekim, H.Duman & Güner
- Allium goloskokovii Vved.
- Allium gomphrenoides Boiss. & Heldr.
- Allium gooddingii Ownbey
- Allium gorumsense (Regel) Boiss.
- Allium goulimyi Tzanoud.
- Allium goumenissanum Ioannidis & Tzanoud.
- Allium gracillimum Vved.
- Allium gramineum K.Koch
- Allium grande Lipsky
- Allium graveolens (R.M.Fritsch) R.M.Fritsch
- Allium greuteri Brullo & Pavone
- Allium griffithianum Boiss.
- Allium grisellum J.M.Xu
- Allium grosii Font Quer
- Allium grumm-grshimailoi Kamelin & Namz.
- Allium guanxianense J.M.Xu
- Allium guatemalense Traub
- Allium gubanovii Kamelin
- Allium guicciardii Heldr.
- Allium gunibicum Miscz. ex Grossh.
- Allium gusaricum Regel
- Allium guttatum Steven
- Allium gypsaceum Popov & Vved.
- Allium gypsodictyum Vved.
- Allium habibii F.O.Khass.
- Allium haemanthoides Boiss. & Reut. ex Regel
- Allium haematochiton S.Watson
- Allium halfetiense Balos
- Allium hamedanense R.M.Fritsch
- Allium hamrinense Hand.-Mazz.
- Allium haneltii F.O.Khass. & R.M.Fritsch
- Allium haussknechtii Nábelek
- Allium hedgei Wendelbo
- Allium heldreichii Boiss.
- Allium helicophyllum Vved.
- Allium hemisphaericum (Sommier) Brullo
- Allium henryi C.H.Wright
- Allium herderianum Regel
- Allium hermoneum (Kollmann & Shmida) Brullo, Guglielmo, Pavone & Salmeri
- Allium heteronema F.T.Wang & Tang
- Allium heterophyllum D.F.Xie & X.J.He
- Allium hexaceras Vved.
- Allium hickmanii Eastw.
- Allium hierosolymorum Regel
- Allium hindukuschense Kamelin & Seisums
- Allium hintoniorum B.L.Turner
- Allium hippocraticum Brullo & Salmeri
- Allium hirtovaginatum Kunth
- Allium hirtovaginum Candargy
- Allium hissaricum Vved.
- Allium hoffmanii Ownbey ex Traub
- Allium hollandicum R.M.Fritsch
- Allium hookeri Thwaites
- Allium hooshidaryae Mashayekhi, Zarre & R.M.Fritsch
- Allium horvatii Lovric
- Allium hoshabicum Firat
- Allium howellii Eastw.
- Allium huber-morathii Kollmann, Özhatay & Koyuncu
- Allium humile Kunth
- Allium huntiae Traub
- Allium hyalinum Curran
- Allium hymenorhizum Ledeb.
- Allium hymettium Boiss. & Heldr.
- Allium hypsistum Stearn
- Allium ilgazense Özhatay
- Allium iliense Regel
- Allium inaequale Janka
- Allium incomptum Kierstead & Lindstrand
- Allium inconspicuum Vved.
- Allium incrustatum Vved.
- Allium inderiense Fisch. ex Bunge
- Allium inops Vved.
- Allium insubricum Boiss. & Reut.
- Allium insufficiens Vved.
- Allium integerrimum Zahar.
- Allium intradarvazicum R.M.Fritsch
- Allium inutile Makino
- Allium ionandrum Wendelbo
- Allium ionicum Brullo & Tzanoud.
- Allium iranicum (Wendelbo) Wendelbo
- Allium iranshahrii R.M.Fritsch
- Allium isakulii R.M.Fritsch & F.O.Khass.
- Allium isauricum Hub.-Mor. & Wendelbo
- Allium israeliticum Fragman & R.M.Fritsch
- Allium istanbulense Özhatay, Koçyigit, Brullo & Salmeri
- Allium ivasczenkoae Kotukhov
- Allium izmirense Pirhan
- Allium jacquemontii Kunth
- Allium jaegeri R.M.Fritsch
- Allium jakuticum Sinitsyna & N.Friesen
- Allium jaxarticum Vved.
- Allium jepsonii (Ownbey & Aase ex Traub) S.S.Denison & McNeal
- Allium jesdianum Boiss. & Buhse
- Allium jichouense X.G.Ma, H.Sun & D.Q.Huang
- Allium jodanthum Vved.
- Allium joharchii F.O.Khass. & Memariani
- Allium jubatum J.F.Macbr.
- Allium jucundum Vved.
- Allium judaeum Ben-Natan & Fragman
- Allium juldusicola Regel
- Allium julianum Brullo, Gangale & Uzunov
- Allium junceum Sm.
- Allium kandemirii I.Genç & Özhatay
- Allium karacae Koyuncu
- Allium karamanoglui Koyuncu & Kollmann
- Allium karataviense Regel
- Allium karelinii Poljak.
- Allium karistanum Brullo, Pavone & Salmeri
- Allium karsianum Fomin
- Allium karvounis Brullo, Giusso & Musarella
- Allium karyeteini Post
- Allium kaschianum Regel
- Allium kastambulense Kollmann
- Allium kasteki Popov
- Allium kayae Özhatay & Koyuncu
- Allium kazerouni Parsa
- Allium keeverae D.B.Poind., Weakley & P.J.Williams
- Allium kermesinum Rchb.
- Allium keusgenii R.M.Fritsch
- Allium kharputense Freyn & Sint.
- Allium khozratense R.M.Fritsch
- Allium kiiense (Murata) Hir.Takah.bis & M.Hotta
- Allium kingdonii Stearn
- Allium kirilovii N.Friesen & Seregin
- Allium kirindicum Bornm.
- Allium koelzii (Wendelbo) Perss. & Wendelbo
- Allium koenigianum Grossh.
- Allium kokanicum Regel
- Allium koksuense R.M.Fritsch, N.Friesen & S.V.Smirn.
- Allium kollmannianum Brullo, Pavone & Salmeri
- Allium komarowii Lipsky
- Allium kondarinum Kamelin
- Allium kopetdagense Vved.
- Allium kopsedorum R.M.Fritsch
- Allium koreanum H.J.Choi & B.U.Oh
- Allium korolkowii Regel
- Allium kossoricum Fomin
- Allium kotschyi Boiss.
- Allium koyuncui H.Duman & Özhatay
- Allium kuhrangense Akhavan, Saeidi & R.M.Fritsch
- Allium kuhsorkhense R.M.Fritsch & Joharchi
- Allium kujukense Vved.
- Allium kunthianum Vved.
- Allium kuramense F.O.Khass. & N.Friesen
- Allium kurdistanicum Maroofi & R.M.Fritsch
- Allium kurssanovii Popov
- Allium kurtzianum Asch. & Sint. ex Kollmann
- Allium kwakense (R.M.Fritsch) R.M.Fritsch
- Allium kysylkumi Kamelin
- Allium lachnophyllum Paine
- Allium lacunosum S.Watson
- Allium lagarophyllum Brullo, Pavone & Tzanoud.
- Allium lalesaricum Freyn & Bornm.
- Allium lamondiae Wendelbo
- Allium lasiophyllum Vved.
- Allium latifolium Jaub. & Spach
- Allium lazikkiyense Koçyigit, Özhatay & E.Kaya
- Allium ledebourianum Schult. & Schult.f.
- Allium lefkadensis Brullo, Giusso & Musarella
- Allium lehmannianum Merckl. ex Bunge
- Allium lehmannii Lojac.
- Allium lemmonii S.Watson
- Allium lenkoranicum Miscz. ex Grossh.
- Allium lepsicum R.M.Fritsch, N.Friesen & S.V.Smirn.
- Allium leptomorphum Vved.
- Allium leucocephalum Turcz. ex Ledeb.
- Allium leucosphaerum Aitch. & Baker
- Allium levichevii F.O.Khass., Esankulov & Sulejm.
- Allium libani Boiss.
- Allium lilacinum Klotzsch
- Allium liliputianum Koçyigit, Özhatay & E.Kaya
- Allium lineare L.
- Allium linearifolium H.J.Choi & B.U.Oh
- Allium lipskyanum Vved.
- Allium listera Stearn
- Allium litardierei J.-M.Tison
- Allium litvinovii Drobow ex Vved.
- Allium lojaconoi Brullo, Lanfr. & Pavone
- Allium longanum Pamp.
- Allium longicollum Wendelbo
- Allium longifolium (Kunth) Spreng.
- Allium longipapillatum R.M.Fritsch & Matin
- Allium longiradiatum (Regel) Vved.
- Allium longisepalum Bertol.
- Allium longispathum Redouté
- Allium longistylum Baker
- Allium longivaginatum Wendelbo
- Allium lopadusanum Bartolo, Brullo & Pavone
- Allium loratum Baker
- Allium lusitanicum Lam.
- Allium luteolum Halácsy
- Allium lutescens Vved.
- Allium lycaonicum Siehe ex Hayek
- Allium maackii (Maxim.) Prokh. ex Kom.
- Allium macedonicum Zahar.
- Allium machmelianum Post
- Allium macleanii Baker
- Allium macranthum Baker
- Allium macrochaetum Boiss. & Hausskn.
- Allium macropetalum Rydb.
- Allium macrostemon Bunge
- Allium macrostylum Regel
- Allium macrum S.Watson
- Allium madidum S.Watson
- Allium maghrebinum Brullo, Pavone & Salmeri
- Allium mahneshanense Razyfard, Zarre & R.M.Fritsch
- Allium mairei H.Lév.
- Allium majus Vved.
- Allium makrianum C.Brullo, Brullo, Giusso & Salmeri
- Allium malyschevii N.Friesen
- Allium maniaticum Brullo & Tzanoud.
- Allium mannii Traub & T.M.Howard
- Allium maowenense J.M.Xu
- Allium maraschicum Koçyigit & Özhatay
- Allium marathasicum Brullo, Pavone & Salmeri
- Allium mardinense Balos, Akan & Yıldırım
- Allium mareoticum Bornm. & Gauba
- Allium margaritae B.Fedtsch.
- Allium margaritiferum Vved.
- Allium marginatum Janka
- Allium mariae Bordz.
- Allium marmoratum Seregin
- Allium marschallianum Vved.
- Allium massaessylum Batt. & Trab.
- Allium materculae Bordz.
- Allium matiniae N.Friesen & M.Abbasi
- Allium mauritanicum Brullo, Pavone & Salmeri
- Allium maximowiczii Regel
- Allium megalobulbon Regel
- Allium meikleanum Brullo, Pavone & Salmeri
- Allium melanantherum Pančić
- Allium melananthum Coincy
- Allium melanogyne Greuter
- Allium melitense (Sommier & Caruana ex Borg) Cif. & Giacom.
- Allium melliferum Traub
- Allium membranaceum Ownbey ex Traub
- Allium meronense Fragman & R.M.Fritsch
- Allium meteoricum Heldr. & Hausskn. ex Halácsy
- Allium mexicanum Traub
- Allium michaelis F.O.Khass. & Tojibaev
- Allium michoacanum Traub
- Allium micranthum Wendelbo
- Allium microdictyon Prokh.
- Allium microspathum Ekberg
- Allium minus (S.O.Yu, S.Lee & W.Lee) H.J.Choi & B.U.Oh
- Allium minutiflorum Regel
- Allium minutum Vved.
- Allium mirum Wendelbo
- Allium mirzajevii Tscholok.
- Allium moderense R.M.Fritsch
- Allium moly L.
- Allium monachorum Stepanov
- Allium monanthum Maxim.
- Allium mongolicum Regel
- Allium monophyllum Vved. ex Czerniak.
- Allium montanostepposum N.Friesen & Seregin
- Allium montelburzense R.M.Fritsch, Salmaki & Zarre
- Allium montibaicalense N.Friesen
- Allium monticola Davidson
- Allium moschatum L.
- Allium mozaffarianii Maroofi & R.M.Fritsch
- Allium multibulbosum Jacq.
- Allium multiflorum Desf.
- Allium munzii (Ownbey & Aase ex Traub) McNeal
- Allium muratozelii Armagan
- Allium myrianthum Boiss.
- Allium najafdaricum R.M.Fritsch
- Allium nanodes Airy Shaw
- Allium naqabense Al-Eisawi & Omar
- Allium narcissiflorum Vill.
- Allium nathaliae Seregin
- Allium nazarenum C.Brullo, Brullo, Giusso & Salmeri
- Allium neapolitanum Cirillo
- Allium nebrodense Guss.
- Allium nebularum Stepanov
- Allium negevense Kollmann
- Allium negianum A.Pandey, K.M.Rai, Malav & S.Rajkumar
- Allium nemrutdaghense Kit Tan & Sorger
- Allium nerimaniae Koçyigit & E.Kaya
- Allium neriniflorum (Herb.) G.Don
- Allium nevadense S.Watson
- Allium nevii S.Watson
- Allium nevsehirense Koyuncu & Kollmann
- Allium nevskianum Vved. ex Wendelbo
- Allium nigrum L.
- Allium nikolaii F.O.Khass. & Achilova
- Allium noeanum Reut. ex Regel
- Allium notabile Feinbrun
- Allium nuristanicum Kitam.
- Allium nutans L.
- Allium obliquum L.
- Allium obtusiflorum Redouté
- Allium obtusum Lemmon
- Allium occultum Tzanoud. & Trigas
- Allium ochotense Prokh.
- Allium oleraceum L.
- Allium oliganthum Kar. & Kir.
- Allium olivieri Boiss.
- Allium oltense Grossh.
- Allium olympicum Boiss.
- Allium omeiense Z.Y.Zhu
- Allium opacum Rech.f.
- Allium ophiophyllum Vved.
- Allium oporinanthum Brullo, Pavone & Salmeri
- Allium optimae Greuter
- Allium oreodictyum Vved.
- Allium oreohellenicum Tzanoud., Tsakiri & Raus
- Allium oreophiloides Regel
- Allium oreophilum C.A.Mey.
- Allium oreoprasoides Vved.
- Allium oreoprasum Schrenk
- Allium oreoscordum Vved.
- Allium oreotadzhikorum R.M.Fritsch
- Allium orestis Kalpoutz., Trigas & Constantin.
- Allium orientale Boiss.
- Allium orientalialashanicum L.Q.Zhao & Y.Z.Zhao
- Allium orientoiranicum Neshati, Zarre & R.M.Fritsch
- Allium orosamium Brullo, Giusso & Musarella
- Allium orunbaii F.O.Khass. & R.M.Fritsch
- Allium oschaninii O.Fedtsch.
- Allium ovalifolium Hand.-Mazz.
- Allium ownbeyi Traub
- Allium oxianum F.O.Khass. & Tojibaev
- Allium paepalanthoides Airy Shaw
- Allium palaestinum Kollmann ex Fragman & N.Friesen
- Allium palentinum Losa & P.Monts.
- Allium pallasii Murray
- Allium pallens L.
- Allium pamiricum Wendelbo
- Allium pangasicum Turak.
- Allium paniculatum L.
- Allium panjaoense Wendelbo
- Allium panormitanum Brullo, Pavone & Salmeri
- Allium panormitisi Galanos & Tzanoud.
- Allium papillare Boiss.
- Allium papillosum Brullo & Salmeri
- Allium paradoxum (M.Bieb.) G.Don
- Allium parciflorum Viv.
- Allium parhamii Memariani
- Allium parishii S.Watson
- Allium parnassicum (Boiss.) Halácsy
- Allium parryi S.Watson
- Allium parvulum Vved.
- Allium parvum Kellogg
- Allium passeyi N.H.Holmgren & A.H.Holmgren
- Allium pavoneanum Brullo & Salmeri
- Allium pelagicum Brullo, Pavone & Salmeri
- Allium pendulinum Ten.
- Allium peninsulare Lemmon ex Greene
- Allium pentadactyli Brullo, Pavone & Spamp
- Allium perdulce S.V.Fraser
- Allium permixtum Guss.
- Allium peroninianum Azn.
- Allium perpendiculum Koçyigit, Özhatay & E.Kaya
- Allium pervariensis Firat & Koyuncu
- Allium pervestitum Klokov
- Allium petraeum Kar. & Kir.
- Allium petri F.O.Khass. & R.M.Fritsch
- Allium pevtzovii Prokh.
- Allium phanerantherum Boiss. & Hausskn.
- Allium phariense Rendle
- Allium phitosianum Brullo, Guglielmo, Pavone, Salmeri & Terrasi
- Allium phrygium Boiss. & Balansa
- Allium phthioticum Boiss. & Heldr.
- Allium pictistamineum O.Schwarz
- Allium pignattii Brullo & Salmeri
- Allium pilosum Sm.
- Allium platakisii Tzanoud. & Kypr.
- Allium platycaule S.Watson
- Allium platyspathum Schrenk ex Fisch. & C.A.Mey.
- Allium plummerae S.Watson
- Allium plurifoliatum Rendle
- Allium podolicum Blocki ex Racib. & Szafer
- Allium pogonotepalum Wendelbo
- Allium polyrhizum Turcz. ex Regel
- Allium ponticum Miscz. ex Grossh.
- Allium popovii Vved.
- Allium potosiense Traub
- Allium praecox Brandegee
- Allium praemixtum Vved.
- Allium praescissum Rchb.
- Allium prattii C.H.Wright
- Allium proponticum Stearn & Özhatay
- Allium prostratum Trevir.
- Allium protensum Wendelbo
- Allium pruinatum Link ex Spreng.
- Allium przewalskianum Regel
- Allium psebaicum Mikheev
- Allium pseudoalbidum N.Friesen & Özhatay
- Allium pseudoampeloprasum Miscz. ex Grossh.
- Allium pseudobodeanum R.M.Fritsch & Matin
- Allium pseudocalyptratum Mouterde
- Allium pseudoflavum Vved.
- Allium pseudofraseri T.M.Howard
- Allium pseudohollandicum R.M.Fritsch
- Allium pseudojaponicum Makino
- Allium pseudophanerantherum Rech.f.
- Allium pseudosenescens H.J.Choi & B.U.Oh
- Allium pseudostamineum Kollmann & Shmida
- Allium pseudostrictum Albov
- Allium pseudotelmatum Duchoslav & Jandová
- Allium pseudowinklerianum R.M.Fritsch & F.O.Khass.
- Allium pskemense B.Fedtsch.
- Allium pueblanum Traub
- Allium pumilum Vved.
- Allium punctum L.F.Hend.
- Allium purpureoviride Koyuncu & I.Genç
- Allium pustulosum Boiss. & Hausskn.
- Allium pycnotrichum Trigas, Kalpoutz. & Constantin.
- Allium pyrenaicum Costa & Vayr.
- Allium pythagoricum Brullo & Salmeri
- Allium quercetorum (Seregin) Seregin
- Allium ramosum L.
- Allium rausii Brullo, Guglielmo, Pavone, Salmeri & Terrasi
- Allium ravenii F.O.Khass., Shomur. & Kadyrov
- Allium rechingeri Wendelbo
- Allium regelianum A.K.Becker
- Allium regelii Trautv.
- Allium registanicum Wendelbo
- Allium remediorum (R.M.Fritsch) R.M.Fritsch
- Allium retrorsum (Özhatay & Kollmann) Brullo, Guglielmo, Pavone & Salmeri
- Allium reuterianum Boiss.
- Allium rhabdotum Stearn
- Allium rhetoreanum Nábelek
- Allium rhizomatum Wooton & Standl.
- Allium rhodiacum Brullo, Pavone & Salmeri
- Allium rhodopeum Velen.
- Allium rhynchogynum Diels
- Allium rinae F.O.Khass., Shomur. & Tojibaev
- Allium ritsi Iatroú & Tzanoud.
- Allium robertianum Kollmann
- Allium robinsonii L.F.Hend.
- Allium roborowskianum Regel
- Allium robustum Kar. & Kir.
- Allium rollovii Grossh.
- Allium rosenbachianum Regel
- Allium rosenorum R.M.Fritsch
- Allium roseum L.
- Allium rothii Zucc.
- Allium rotundum L.
- Allium rouyi Gaut.
- Allium roylei Stearn
- Allium rubellum M.Bieb.
- Allium rubens Spreng.
- Allium rubriflorum (Adamovic) Anackov, N.Friesen & Seregin
- Allium rubrovittatum Boiss. & Heldr.
- Allium rude J.M.Xu
- Allium ruhmerianum Asch. ex E.A.Durand & Barratte
- Allium rumelicum Koçyigit & Özhatay
- Allium runemarkii Trigas & Tzanoud.
- Allium runyonii Ownbey
- Allium rupestre Steven
- Allium rupestristepposum N.Friesen
- Allium rupicola Boiss. ex Mouterde
- Allium sabalense R.M.Fritsch
- Allium sabulosum Steven ex Bunge
- Allium sabzakense Wendelbo
- Allium sacculiferum Maxim.
- Allium sahandicum R.M.Fritsch
- Allium sairamense Regel
- Allium salinum A.I.Baranov & Skvortsov
- Allium samniticum Brullo, Pavone & Salmeri
- Allium samothracicum Tzanoud., Strid & Kit Tan
- Allium samurense Tscholok.
- Allium sanandajense Maroofi & R.M.Fritsch
- Allium sanbornii Alph.Wood
- Allium sandrasicum Kollmann, Özhatay & Bothmer
- Allium sannineum Gomb.
- Allium saposhnikovii Nikitina
- Allium saralicum R.M.Fritsch
- Allium sarawschanicum Regel
- Allium sardoum Moris
- Allium saricanense Balos, Sonay & Koçyiğit
- Allium sarychelekense Krassovsk.
- Allium sativum L.
- Allium savii Parl.
- Allium savranicum (Nyman) Oxner
- Allium saxatile M.Bieb.
- Allium scaberrimum J.Serres
- Allium scabriflorum Boiss.
- Allium scabriscapum Boiss.
- Allium schachimardanicum Vved.
- Allium scharobitdinii F.O.Khass. & Tojibaev
- Allium schergianum Boiss.
- Allium schischkinii Sobolevsk.
- Allium schisticola R.M.Fritsch, Moazzeni & Dolatyari
- Allium schistosum N.Friesen & Seregin
- Allium schmitzii Cout.
- Allium schoenoprasoides Regel
- Allium schoenoprasum L.
- Allium schrenkii Regel
- Allium schubertii Zucc.
- Allium schugnanicum Vved.
- Allium scilloides Douglas ex S.Watson
- Allium scorodoprasum L.
- Allium scorzonerifolium Desf. ex Redouté
- Allium scotostemon Wendelbo
- Allium scrobiculatum Vved.
- Allium seirotrichum Ducell. & Maire
- Allium semenovii Regel
- Allium senescens L.
- Allium serbicum Vis. & Pancic
- Allium sergii Vved.
- Allium serpentinicum I.Genç & Özhatay
- Allium serra McNeal & Ownbey
- Allium setifolium Schrenk ex Fisch. & C.A.Mey.
- Allium severtzovioides R.M.Fritsch
- Allium sewerzowii Regel
- Allium shahinii H.Duman & Eksi
- Allium sharsmithiae (Ownbey & Aase ex Traub) McNeal
- Allium shatakiense Rech.f.
- Allium shelkovnikovii Grossh.
- Allium shevockii McNeal
- Allium shinasii Armağan
- Allium shirnakiense Behçet & Rüstem.
- Allium sibthorpianum Schult. & Schult.f.
- Allium siculum Ucria
- Allium sieheanum Hausskn. ex Kollmann
- Allium sikkimense Baker
- Allium simillimum L.F.Hend.
- Allium sinaiticum Boiss.
- Allium sindjarense Boiss. & Hausskn. ex Regel
- Allium sinkiangense F.T.Wang & Y.C.Tang
- Allium sintenisii Freyn
- Allium siphonanthum J.M.Xu
- Allium sipyleum Boiss.
- Allium siskiyouense Ownbey ex Traub
- Allium sivasicum Özhatay & Kollmann
- Allium smyrnaeum Brullo & Salmeri
- Allium sochense R.M.Fritsch & U.Turak.
- Allium songpanicum J.M.Xu
- Allium sordidiflorum Vved.
- Allium sosnovskyanum Miscz. ex Grossh.
- Allium spathaceum Steud. ex A.Rich.
- Allium spathulatum F.O.Khass. & R.M.Fritsch
- Allium speculae Ownbey & Aase
- Allium sphaerocephalon L.
- Allium spicatum (Prain) N.Friesen
- Allium spirale Schweigg.
- Allium spirophyllum Wendelbo
- Allium splendens Willd. ex Schult. & Schult.f.
- Allium sprengeri Regel
- Allium spurium G.Don
- Allium stamatiadae Trigas
- Allium stamineum Boiss.
- Allium staticiforme Sm.
- Allium stearnianum Koyuncu, Özhatay & Kollmann
- Allium stearnii Pastor & Valdés
- Allium stellatum Nutt. ex Ker Gawl.
- Allium stellerianum Willd.
- Allium stenopetalum Boiss. & Kotschy ex Regel
- Allium stephanophorum Vved.
- Allium stipitatum Regel
- Allium stocksianum Boiss.
- Allium stoloniferum Ownbey & T.D.Jacobson
- Allium stracheyi Baker
- Allium straussii Bornm.
- Allium strictum Schrad.
- Allium struzlianum Ogan.
- Allium stylosum O.Schwarz
- Allium suaveolens Jacq.
- Allium subakaka Razyfard & Zarre
- Allium subangulatum Regel
- Allium subhirsutum L.
- Allium subkopetdagense (R.M.Fritsch & F.O.Khass.) R.M.Fritsch
- Allium subnotabile Wendelbo
- Allium subscabrum (Regel) R.M.Fritsch
- Allium subtilissimum Ledeb.
- Allium subvillosum Salzm. ex Schult. & Schult.f.
- Allium sulaimanicum N.Khan, A.Sultan & N.Friesen
- Allium sulphureum Vved.
- Allium sultaniae-ismailii Yıldırım
- Allium suworowii Regel
- Allium svetlanae Vved. ex Filim.
- Allium symiacum Galanos & Tzanoud.
- Allium synnotii G.Don
- Allium szovitsii Regel
- Allium taciturnum Vved.
- Allium taeniopetalum Popov & Vved.
- Allium taishanense J.M.Xu
- Allium taiwanianum S.S.Ying
- Allium talassicum Regel
- Allium talijevii Klokov
- Allium talyschense Miscz. ex Grossh.
- Allium tanguticum Regel
- Allium taquetii H.Lév. & Vaniot
- Allium tardans Greuter & Zahar.
- Allium tardiflorum Kollmann & Shmida
- Allium tarkhankuticum Seregin
- Allium taschkenticum F.O.Khass. & R.M.Fritsch
- Allium tatyanae F.O.Khass. & F.Karimov
- Allium tauricola Boiss.
- Allium tchihatschewii Boiss.
- Allium tekesicola Regel
- Allium tel-avivense Eig
- Allium telaponense Traub
- Allium telmatum Bogdanovic, Brullo, Giusso & Salmeri
- Allium tenuicaule Regel
- Allium tenuiflorum Ten.
- Allium tenuissimum L.
- Allium teretifolium Regel
- Allium tetraploideum M.J.Li & X.J.He
- Allium texanum T.M.Howard
- Allium textile A.Nelson & J.F.Macbr.
- Allium therinanthum C.Brullo, Brullo, Fragman, Giusso & Salmeri
- Allium thessalicum Brullo, Pavone, Salmeri & Tzanoud.
- Allium thunbergii G.Don
- Allium tianschanicum Rupr.
- Allium tingitanum Brullo, Pavone & Salmeri
- Allium togashii H.Hara
- Allium tokaliense Kamelin & Levichev
- Allium toksanbaicum N.Friesen & Veselova
- Allium tolmiei Baker
- Allium tourneuxii Chabert
- Allium trachycoleum Wendelbo
- Allium trachyscordum Vved.
- Allium transvestiens Vved.
- Allium traubii T.M.Howard
- Allium trautvetterianum Regel
- Allium tribracteatum Torr.
- Allium trichocnemis J.Gay
- Allium trichospathum Brullo & Salmeri
- Allium tricoccum Aiton
- Allium trifoliatum Cirillo
- Allium trifurcatum (F.T.Wang & Tang) J.M.Xu
- Allium tripedale Trautv.
- Allium tripterum Nasir
- Allium triquetrum L.
- Allium truncatum (Feinbrun) Kollmann & D.Zohary
- Allium tschimganicum B.Fedtsch.
- Allium tschulaktavicum Bajtenov & Nelina
- Allium tsinlingense Xun & P.L.Liu
- Allium tubergenii Freyn
- Allium tuberosum Rottler ex Spreng.
- Allium tubiflorum Rendle
- Allium tuchalense F.O.Khass. & Noroozi
- Allium tulipifolium Ledeb.
- Allium tuncelianum (Kollmann) Özhatay, B.Mathew & Siraneci
- Allium tuolumnense (Ownbey & Aase ex Traub) S.S.Denison & McNeal
- Allium turcicum Özhatay & Cowley
- Allium turcomanicum Regel
- Allium turkestanicum Regel
- Allium turtschicum Regel
- Allium tuvinicum (N.Friesen) N.Friesen
- Allium tytthanthum Vved.
- Allium tytthocephalum Schult. & Schult.f.
- Allium tzanoudakisanum Brullo, Pavone & Salmeri
- Allium ubipetrense R.M.Fritsch
- Allium ubsicola Regel
- Allium ulleungense H.J.Choi & N.Friesen
- Allium umbilicatum Boiss.
- Allium undulatipetalum I.Genç & Özhatay
- Allium unifolium Kellogg
- Allium urmiense Kamelin & Seisums
- Allium ursinum L.
- Allium urusakiorum Özhatay, Seregin & N.Friesen
- Allium valdecallosum Maire & Weiller
- Allium valdesianum Brullo, Pavone & Salmeri
- Allium valentinae Pavlov
- Allium validum S.Watson
- Allium vallivanchense R.M.Fritsch & N.Friesen
- Allium variegatum Boiss.
- Allium vasilevskajae Ogan.
- Allium vavilovii Popov & Vved.
- Allium velutinum Brullo & Salmeri
- Allium verticillatum Regel
- Allium vescum Wendelbo
- Allium victorialis L.
- Allium victoris Vved.
- Allium vineale L.
- Allium vinicolor Wendelbo
- Allium virgunculae F.Maek. & Kitam.
- Allium viridiflorum Pobed.
- Allium viridulum Ledeb.
- Allium vodopjanovae N.Friesen
- Allium vvedenskyanum Pavlov
- Allium wallichii Kunth
- Allium warzobicum Kamelin
- Allium webbii Clementi
- Allium wendelboanum Kollmann
- Allium wendelboi Matin
- Allium weschniakowii Regel
- Allium wiedemannianum Regel
- Allium willeanum Holmboe
- Allium winklerianum Regel
- Allium woronowii Miscz. ex Grossh.
- Allium wulateicum Y.Z.Zhao & Geming
- Allium xiangchengense J.M.Xu
- Allium xichuanense J.M.Xu
- Allium xinlongense D.F.Xie & X.J.He
- Allium xiphopetalum Aitch. & Baker
- Allium yamadagensis Yıldırım & Eksi
- Allium yanchiense J.M.Xu
- Allium yesilyurtense (Yıld. & Kılıç) Yıld. & Kılıç
- Allium yilandaghense Yıld. & Kılıç
- Allium yildirimlii Dural, Bagci & Ertugrul
- Allium yingshanense D.Q.Huang, A.G.Zhen & X.X.Zhu
- Allium yongdengense J.M.Xu
- Allium yosemitense Eastw.
- Allium yueanum F.T.Wang & Tang
- Allium zagricum R.M.Fritsch
- Allium zaissanicum Kotukhov
- Allium zaprjagajevii Kassacz
- Allium zebdanense Boiss. & Noë
- Allium zergericum F.O.Khass. & R.M.Fritsch
- Allium zhobicum N.Khan, A.Sultan & R.M.Fritsch

## Galeria

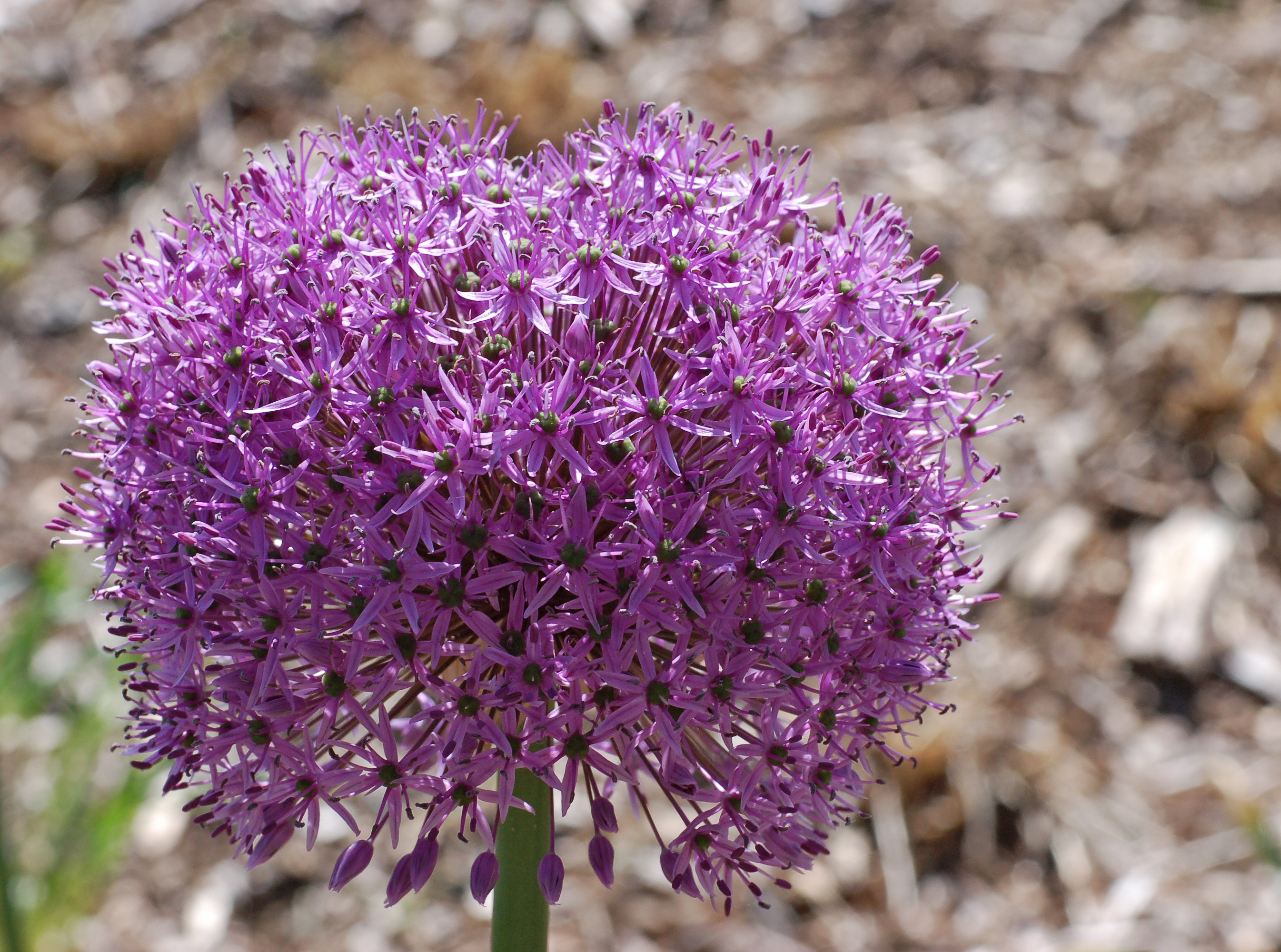
Allium 'Gladiator'
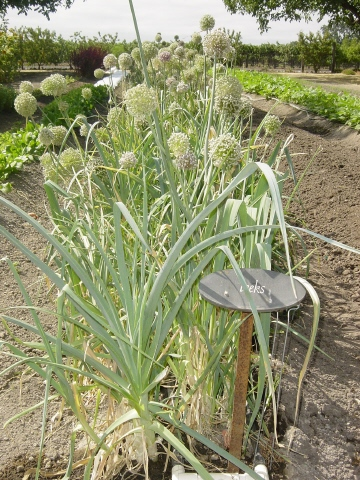
Porros (Allium ampeloprasum var. porrum)
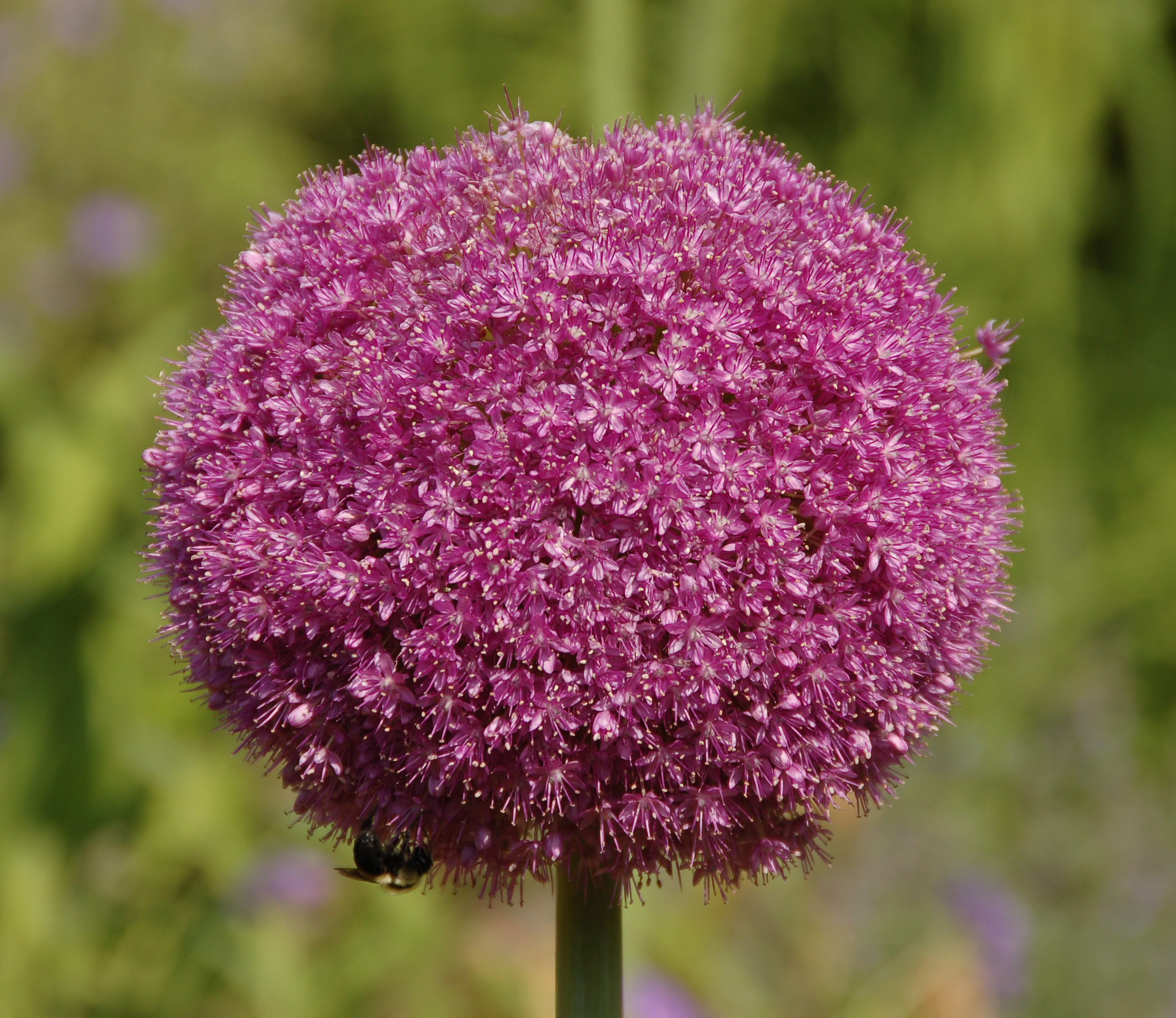
Allium 'Lucy Ball'
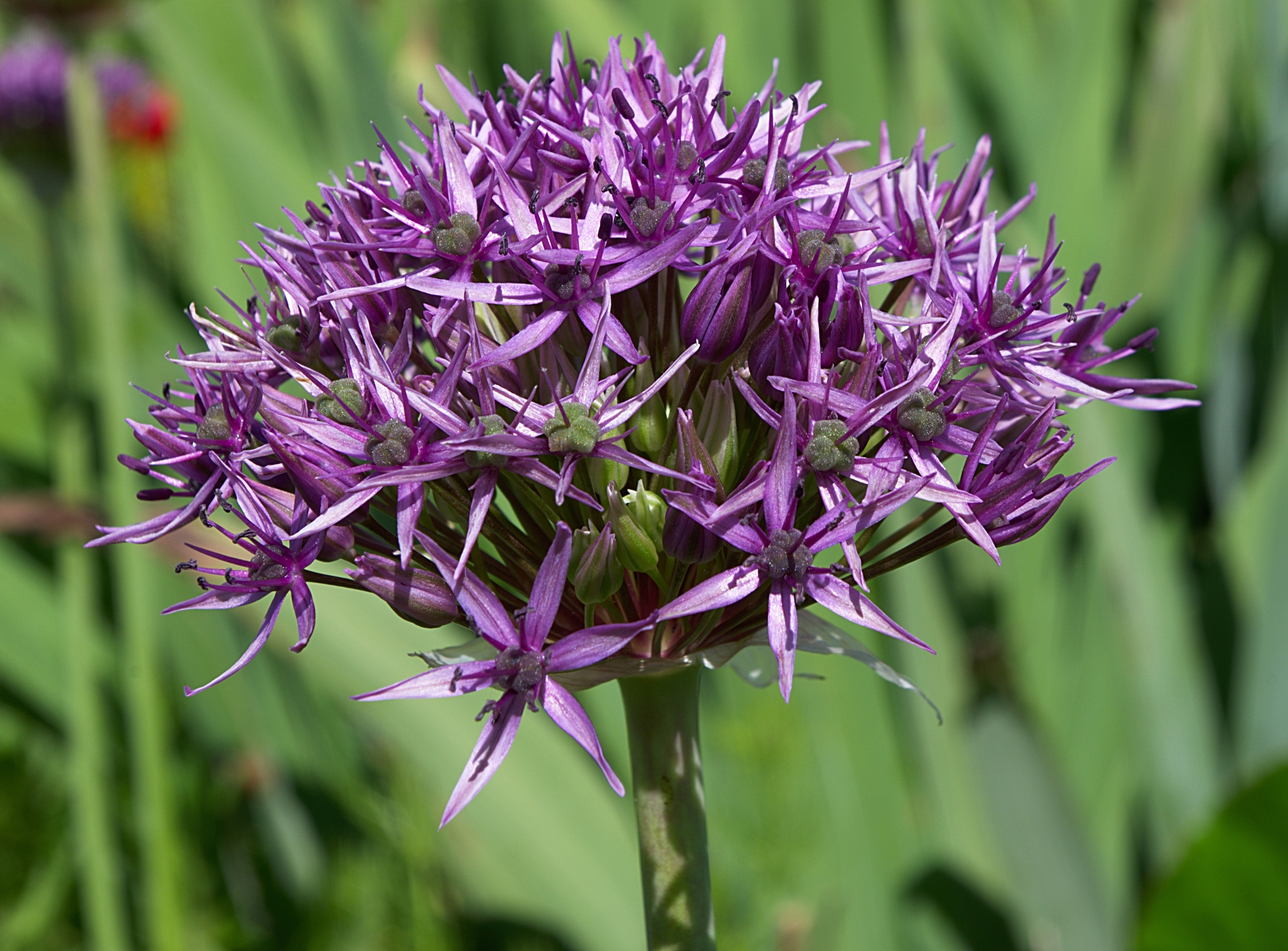
Allium atropurpureum
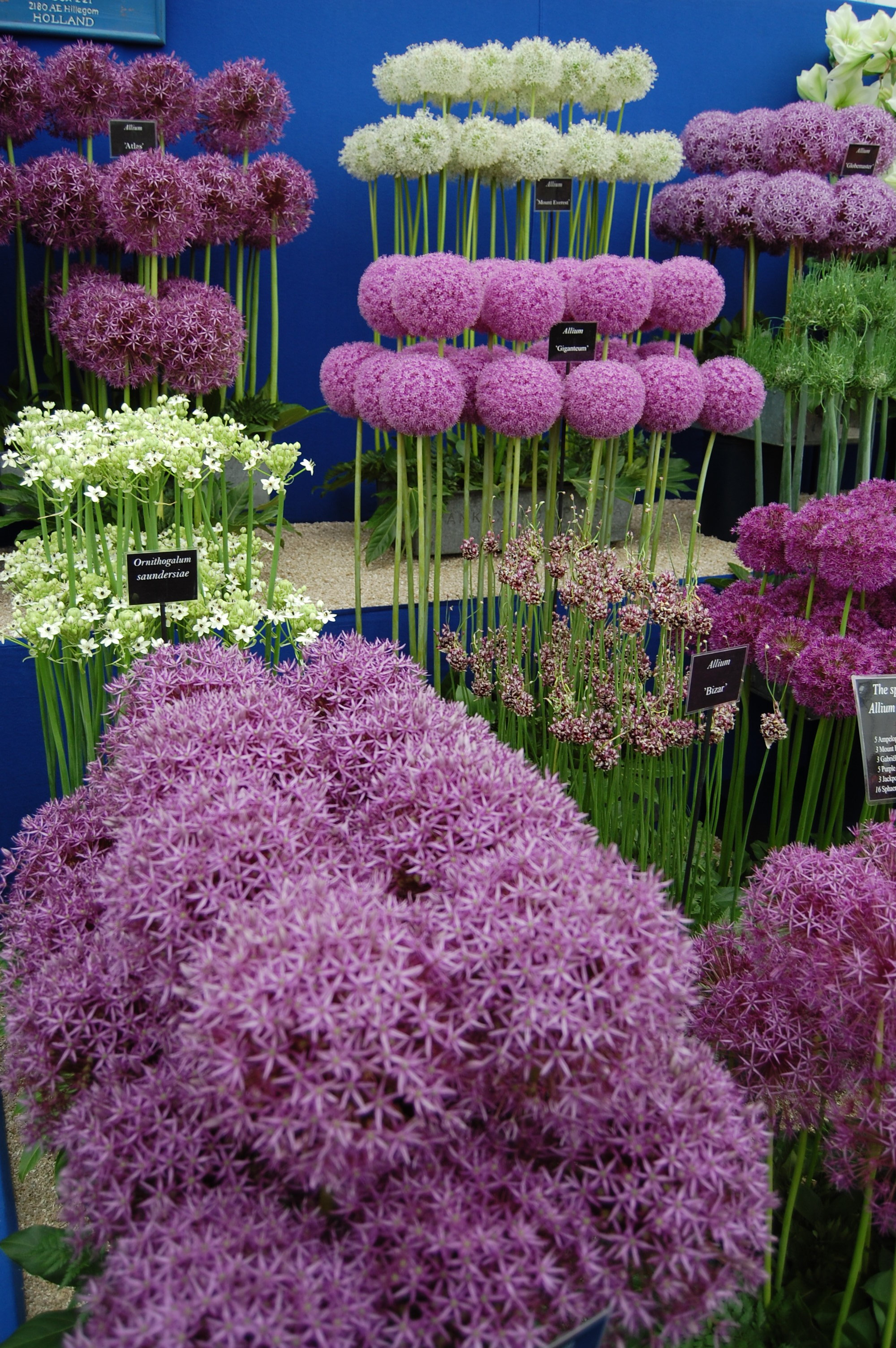